# В зимната нощ
В зимната нощ е български телевизионен игрален филм (детски) от 1980 година на режисьора Маргарита Коларова, по сценарий на Петър Стъпов. Оператор е Митко Алтънков, художник Тодор Пеловски.

## Актьорски състав
| В главните роли | Изпълнител          |
| --------------- | ------------------- |
| Вълко           | Сашко Алексиев      |
| Станка          | Кремена Генчева     |
| майката         | Каролина Караганева |
|                 | Александър Притуп   |
|                 | Георги Кишкилов     |
|                 | Владислав Молеров   |